# ハミルトンガメ
ハミルトンガメ（Geoclemys hamiltonii）は、爬虫綱カメ目イシガメ科ハミルトンガメ属に分類されるカメ。本種のみでハミルトンガメ属を構成する。

## 分布
インド北部、ネパール、パキスタン、バングラデシュのインダス川・ガンジス川・ブラマプトラ川水系
模式標本の産地（基準産地・タイプ産地・模式産地）は、インド。

## 形態
最大甲長39センチメートル。オスよりもメスの方が大型になる。背甲はやや扁平かややドーム状に盛り上がり、上から見ると細長い楕円形。椎甲板と肋甲板には筋状の盛りあがり（キール）がある。後部縁甲板の外縁が尖り鋸状になるが、老齢個体では不明瞭になる。背甲の色彩は黒い。淡橙色や淡黄色・黄色・白の不規則な斑紋や放射状の筋模様が入るが、大型個体では斑紋が消失して黒一色になることが多い。腋下甲板はやや小型か中型で、鼠蹊甲板はやや大型。
腹甲はやや大型で、腹甲を折り曲げるための構造（蝶番）はない。腹甲の色彩は黒く、淡黄色や黄色の斑紋や放射状の筋模様が入る。
頭部は大型。吻端は突出せず、上顎の先端は凹み二股に分かれる。咬筋が発達するため後頭部は隆起し、後頭部はやや大型の鱗で覆われる。咬合面は幅広く平坦で、硬い獲物を噛み砕く事に適している。顎を覆う角質部（嘴）や顎の骨に稜や畝があるが、発達しない。指趾は長くはないが、指趾の間には水かきが発達する。尾はやや太くて短い。頭部や四肢・尾の色彩は黒や暗褐色で、黄色や白の斑紋が入る。
卵は長径4.1 - 4.5センチメートル、短径2.5 - 3.7センチメートルの楕円形。幼体は、背甲の斑紋が多い傾向がある。
メスはオスに比べると背甲が幅広く甲高が高い。オスの成体は腹甲の中央部が明瞭に凹み、尾が太くて長く尾をまっすぐに伸ばした状態では総排泄孔の大部分が背甲の外側にある。メスは腹甲の中央部が平坦かわずかに突出し、尾が細くて短く尾をまっすぐに伸ばした状態でも総排泄孔全体が背甲よりも内側にある。

## 分類
属名Geoclemysは「大地のカメ」の意で、種小名はFrancis Buchanan-Hamiltonへの献名。
以前は形態からカントンクサガメやクサガメと近縁と考えられ、旧クサガメ属Chinemys（イシガメ属のシノニムとされる）を本属に含む（シノニムとする）説もあった。そのためハミルトンクサガメと呼称されることもあるが、本種はクサガメ類とは近縁ではないと判明し臭いも発したりしないため妥当な名称ではないとする説もある。

## 生態
大型河川やその氾濫原にある河跡湖・池沼・湿原・水たまり・溜め池などに生息し、水生植物の繁茂した水深が浅い止水域を好む。主に乾季にも干上がらない水場に生息するが、タール砂漠の個体群は乾季に水場が干上がると別の水場に移動する。分布域北部では不活発になったりほぼ冬眠することもあるが、バングラデシュ低地部の個体群は周年活動する。
食性は動物食で、昆虫、甲殻類、貝類などを食べ、魚類、両生類も食べると考えられている。
繁殖様式は卵生。2月か5月（乾季の始め）、10月に1回に26 - 36個の卵を年に2回（飼育下では年に3回産んだ例もある）に分けて産む。飼育下では、卵が74日で孵化した例がある。

## 人間との関係
農地開発、漁業による混獲、ペット用の採集などにより生息数は減少している。後述するように国際的な商取引は規制されているが、密輸されることもある。1975年のワシントン条約発効時から附属書Iに掲載され、商業目的の国際取引は禁止されている。
ペットとして飼育されることもあり、日本にも輸入されていた。日本では1980年のワシントン条約の批准以前にバングラデシュ（1982年にワシントン条約を批准）から輸入された個体や、それらに由来する飼育下繁殖個体が登録証付きで流通する。アクアテラリウムで飼育される。飼育下では植物質を食べない個体もいるが、冷凍された生餌や配合飼料には餌付く個体が多い。